# Michiel Maertens
Michiel Maertens (Brugge, 20 juli 1938 - Diksmuide, 19 maart 2008) was een Belgisch politicus van Agalev en senator.

## Levensloop
Maertens was beroepshalve leerkracht Nederlands en ambtenaar bij het provinciebestuur van West-Vlaanderen.
Van 1991 tot 1995 en van 1999 tot 2003 zetelde hij voor Agalev in de Senaat, van 1991 tot 1995 als rechtstreeks gekozen senator voor het arrondissement Veurne-Diksmuide-Oostende en van 1999 tot 2003 als gecoöpteerd senator.
In de periode januari 1992-mei 1995 had hij als gevolg van het toen bestaande dubbelmandaat ook zitting in de Vlaamse Raad. De Vlaamse Raad was vanaf 21 oktober 1980 de opvolger van de Cultuurraad voor de Nederlandse Cultuurgemeenschap, die op 7 december 1971 werd geïnstalleerd, en was de voorloper van het huidige Vlaams Parlement. In 1995 was hij ook eventjes lid van de Interparlementaire Commissie van de Nederlandse Taalunie.
In 2008 overleed hij thuis op 69-jarige leeftijd.

## Onderscheidingen
- Eresenator
- Ridder in de Leopoldsorde vanaf 11 mei 2003